# Parløb
Parløb (eller madison) er en disciplin inden for banecykling, hvor hold på to ryttere arbejder sammen om at være hurtigst. Parløb er den centrale disciplin i seksdagesløb, men der køres også om separate mesterskaber i disciplinen, herunder ved OL.
Den engelske betegnelse, madison, skyldes, at løbsformen første gang blev præsenteret i Madison Square Garden i New York City.

## Løbet
I parløb søger hvert hold at tilbagelægge flest mulige omgange på banen. Rytterne skiftes til at køre hurtigt under løbet, så den ene rytter skifter til den anden, hvorpå første rytter kører roligt rundt, inden han/hun skifter tilbage. Det betyder, at kun den ene rytter er aktiv ad gangen, og det er den aktive rytters placering, der til enhver tid bestemmer parrets placering i løbet. Skiftet kan ske ved enhver berøring af makkeren, men vil oftest foregå ved, at den aktive rytter med et slynggreb af armen trækker den anden op i fart.
Hvor længe, den enkelte rytter er aktiv, afgøres af parret indbyrdes. I tidlige udgaver af seksdagesløb kunne en rytter være aktiv i timevis, hvis den anden rytter skulle have en lur, men efter at løbene er blevet mere intensive, kører rytterne typisk begge på banen samtidig, så den inaktive rytter triller rundt på banen højere oppe på banen for ikke at komme i vejen for de aktive ryttere.
Et parløb berammes typisk til en vis distance, hvor der gives point for de første ved indlagte spurter. Antallet af omgange, parrene kører, er dog vigtigst, mens spurtpointene indregnes, når der skal skelnes mellem par, der har kørt lige mange omgange. Distancen, der køres ved OL i parløb, er 50 km (30 km for kvinder), hvor der er spurt for hver fem kilometer med point til de fire forreste (5, 3, 2, 1 point).

## Historie
Parløbet stammer fra seksdagesløb, der i begyndelsen var for individuelle ryttere og oprindeligt blev kørt i USA. I 1899 forbød politiet i New York, at rytterne kørte mere end tolv timer i døgnet, og arrangørerne fandt så på, at hvis der blev kørt i par, kunne man køre døgnet rundt ved at lade hver rytter tage sin halvdel. De første af disse parløb blev kørt i Madison Square Garden, og parløbet blev derfor i USA kendt som madison. Udover at gøre det muligt at køre hele døgnet gav det også friskere ryttere og dermed højere hastighed.

### VM
Parløb kom første gang på VM-programmet i 1995, hvor de første verdensmestre i disciplinen blev Silvio Martinello og Marco Villa. To gange har danske par vundet VM, begge gange var Michael Mørkøv den ene rytter. Første gang han vandt, var i 2007, hvor han kørte sammen med Alex Rasmussen, og anden gang kørte han sammen med Lasse Norman Hansen i 2020.
For kvinder blev der første gang kørt om VM i parløb i 2016, hvor belgierne Lotte Kopecky og Jolien D'Hoore vandt.

### Olympiske lege
Parløbet er en relativt ny disciplin på OL-programmet, idet det første gang blev kørt ved OL 2000 i Sydney. Løbet var i første omgang kun for mænd og blev ved tre i træk, inden det blev taget af programmet til OL 2012 i London. Årsagen var, at man ønskede ligestilling mellem kønnene, og på dette tidspunkt blev der ikke kørt parløb for kvinder på højt plan. Til OL 2020 blev parløbet dog taget op igen, og denne gang blev der afviklet konkurrence for begge køn, efter at disciplinen nogle år tidligere var kommet på VM-programmet. Ved OL 2020 (afholdt i 2021) blev briterne Laura Trott-Kenny og Katie Archibald de første olympiske mestre for kvinder, mens Mørkøv og Norman fra Danmark fulgte deres VM-titel op med olympisk guld.